# Мет-Устье
Мет-Устье — посёлок в Сыктывдинском районе Республики Коми в составе сельского поселения Яснэг.

## География
Расположен примерно в 45 км к юг-юго-востоку от районного центра села Выльгорт и в 50 км от Сыктывкара, близ впадения реки Мет в реку Лэпъю.
Ближайший населённый пункт — Кемъяр (4 км к северо-западу).

## История
Известен с 1916 года как починок Мет-Усти с 7 дворами и 45 жителями. В 1926 г. в починке было 11 дворов и 52 человека. В 1940 годах отмечался как Выльмет. В 1956 году — починок Мет-Устье в Лопьинском сельсовете. В 1970 году здесь жили 169 человек.

## Население
| 2010 |
| ---- |
| 4    |

Постоянное население составляло 9 человека (коми 89 %) в 2002 году.